# Mastro ferraio

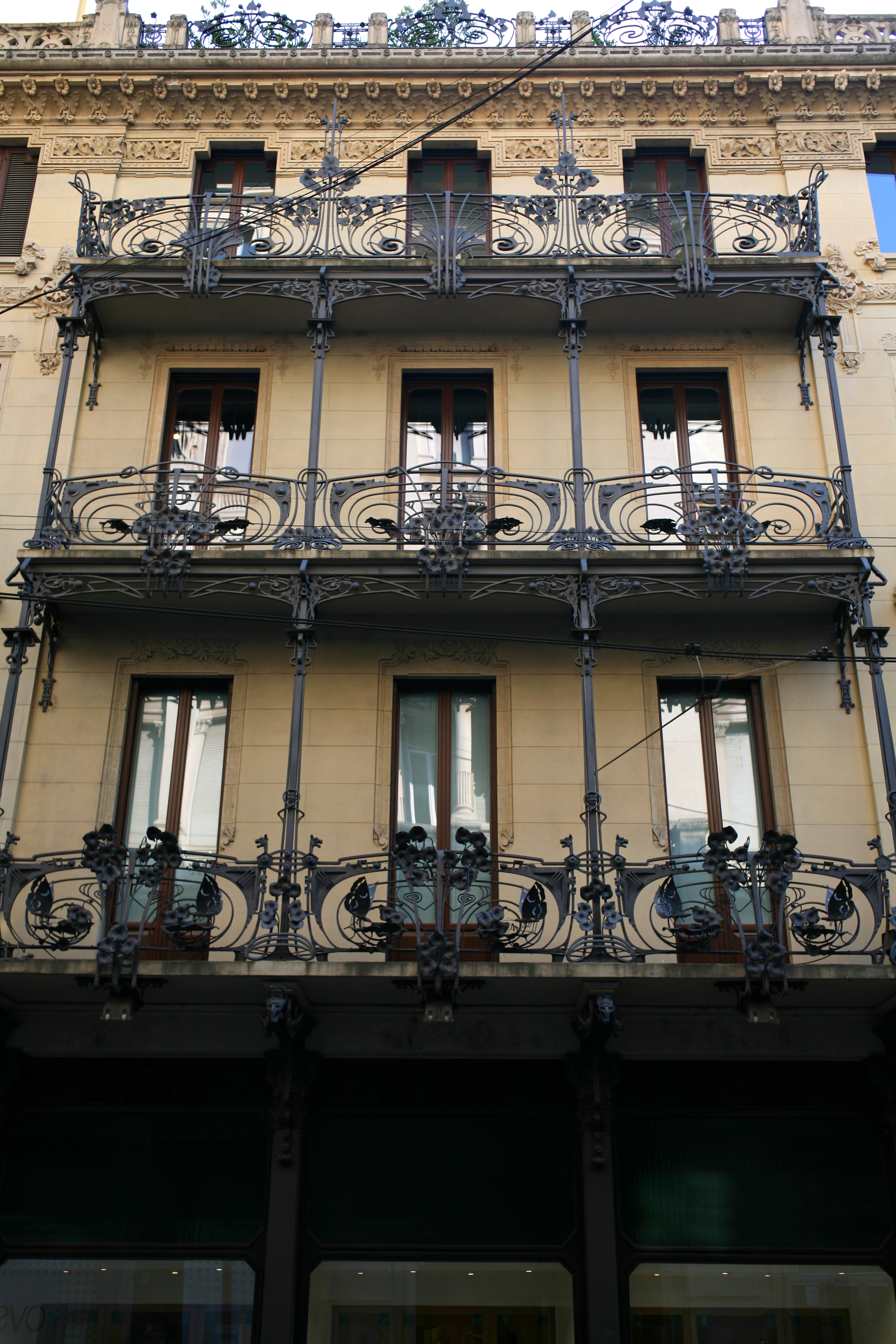
La facciata di Casa Ferrario a Milano, con i ferri battuti del mastro ferraio Mazzucotelli

Il mastro ferraio è un artigiano capace di forgiare il ferro battuto in modi e forme di notevole qualità artistica e decorativa.

## Storia
La lavorazione del ferro risale all'antichità, ma è solo nel XII secolo che il mestiere del fabbro acquisisce prestigio con la nascita delle prime corporazioni artigiane. È durante l'epoca comunale e nei secoli successivi, che s'inizia ad accennare a una distinzione fra il semplice faber ferrarius e il magister clavarius. Il primo si occupava generalmente della realizzazione di manufatti in ferro, come gli attrezzi per i campi e gli oggetti di uso quotidiano, mentre il secondo era dedito a lavori più delicati come la realizzazione di cofani per oggetti preziosi, serrature e chiavi, da cui il suo titolo di clavarius.
Quando nel XV secolo, in particolare in Toscana apparvero i primi "Mastri ferrai", artigiani che rendevano gli oggetti in metallo vere opere d'arte, il primo a essere citato in vari testi è Niccolò Grosso, detto "il Caparra", passato alla storia per le sue lanterne agli angoli di Palazzo Strozzi. L'appellativo "mastro" infatti si usava per indicare artigiani specializzati con abilità artistiche. Oggi giorno si usa anche l'espressione di "maestro ferraio" per indicare che la persona che ha ottenuto il titolo di maestro d'arte in seguito a una formazione artistica ufficiale.
L'arte dei mastri ferrai godette di grande rinomanza e fortuna durante il periodo del Liberty, a cavallo tra fine Ottocento e inizio Novecento: in Italia alcuni artisti, fra cui vanno citati Alessandro Mazzucotelli (1865-1938) e Carlo Rizzarda (1883-1931), furono autori insuperati di vere e proprie opere d'arte in ferro battuto soprattutto nelle città di Milano e Torino.